# Petra Füzi-Tóvizi
Petra Füzi-Tóvizi (* 15. März 1999 als Petra Tóvizi in Nyíregyháza) ist eine ungarische Handballspielerin.

## Karriere

### Im Verein
Petra Füzi-Tóvizi spielt seit der Jugend für den ungarischen Erstligisten Debreceni VSC. 2017 unterschrieb sie ihren ersten Profivertrag und spielt seitdem in der 1. Mannschaft.

### Nationalmannschaft
Mit der Juniorinnen-Nationalmannschaft wurde sie 2018 Weltmeister bei der U20-Weltmeisterschaft. Mit der A-Nationalmannschaft nahm sie an der Europameisterschaft 2018, 2020 und 2022 teil. Weiterhin stand sie bei den Weltmeisterschaften 2019, 2021 und 2023 sowie bei den Olympischen Spielen 2024 im Kader. Bei der Europameisterschaft 2024 gewann sie mit Ungarn die Bronze-Medaille.

## Sonstiges
Ihr Vater Krisztián Tóvizi spielte ebenfalls Handball.